# 卡片戰鬥先導者角色列表
卡片戰鬥先導者角色列表為日本漫画及動畫《卡片戰鬥先導者》登場的角色。

## 卡片戰鬥！！先導者 第一季登場

### 主要角色（Quadrifoglio，簡稱Q4／四葉草）
先導愛知（先導 アイチ）
配音員：日：代永翼、玉城仁菜（2018年版，童年）／台：蔣鐵城／港：莊巧兒／美：James Beach
生日為6月6日（雙子座），B型
本作主人公，個性膽小，是個善良但曾經被人欺負的小孩子。因為與櫂的邂逅，而開始接觸先導者。最初沒自信膽小且經常想著逃跑，接觸先導者後開始改變，但老實溫和有禮的性格保留，不管輸贏如何都真心享受樂趣，跟誰都容易相處、人際相當好。進步速度非常快，他尊敬著櫂，同時他玩先導者後的目標是希望可以與櫂再次對戰。
第35集似乎聽到茜的聲音，PSY的能力覺醒，可以聽到卡片的聲音。曾被PSY的能力附身，之後櫂為了喚醒愛知而與他戰鬥，所幸最後愛知回想起原本自己接觸先導者的意義。(不論輸還是贏都要好好享受先導者對戰中的樂趣，使大家都快樂。
第二季開始，和立凪拓斗決鬥後，牌組被更換為「黃金聖騎士」，並失去部份關於「皇家聖騎士」、「闇影聖騎士」和「陽炎」的記憶。
99集（第二季33集），回復所有記憶。
第一季設定為後江中學（後江中学校）三年級學生；第三季開始升上宮地學園高中部（宮地学園高等部），牌組為「黃金聖騎士」（解放者）。髮型剪短，身形也有所成長。
與光琳、石田、小茂井等社員同為1年A班，並成立Cardfight社團，成為首屆Cardfight社長。
在第三季的最後，將拓斗（逆化源頭）打敗，也因此使超稀有組合失去記憶，但相信能再次與光琳相遇，並將櫂俊樹的心房打開，挽回了聯合王牌對世界的影響。
第四季，莫名失蹤，除了'櫂俊樹'外的家人及親友都失去了其存在的相關記憶，原因是“愛知”在與虛空代表（逆化源頭的拓斗）決鬥勝利後 ，聯合王牌的"種子"進入了愛知體內，等著適當時機將愛知變成下一個逆化源頭，在聯合王牌的侵略被中斷之後，“愛知”開始四處尋找擁有高強實力的先導者鬥士，他曾邀請“禮央”和“蓮”來擔任四騎士，但因為二人基於想保持中立的身分，而拒絕了“愛知”的邀請，於是“愛知”到國外尋求了“先導者歐洲巡迴大賽的冠軍－蓋亞爾”、“先導者澳洲巡迴大賽的冠軍－涅文”、“幼年就有非凡實力－柯緹”、“先導者南美洲巡迴大賽的冠軍－瑟拉”來擔任四騎士，四人皆能理解愛知的用意，並按照“愛知”的旨意使用“不可思議的力量”將他封印在一個結界裡，以免體內“聯合王牌的力量”暴走，事後，又請求四騎士將地球上一切對“愛知”的記憶全部刪除。
牌組中心：狂風劍刃（衝擊波之刃）
櫂俊樹（櫂 トシキ）
配音員：日：佐藤拓也、三澤紗千香（2018年版，童年）／台：劉傑／港：陳冠宏
生日為8月28日  處女座   A型血
動畫中除愛知以外著名的男主角之一，就讀後江高中（後江高校）一年級。因為途中發生的事情而沒有參與全國大賽，但卻因超強的實力而在先導者鬥士中無人不曉。以前和愛知相遇時，是一個性格溫厚的人，但當他再次出現在愛知的面前時，卻變得冷漠高傲而讓人無法親近。對強大有一定的執著，甚至因此與他人發生不合，但有時會默默傳達給愛知一些事。使用牌組為「陽炎」。
第30集中提及櫂的實力與蓮並肩。過去和雀森蓮有特殊的關係，對戰時和雀森蓮一樣喜歡說 "stand up the vanguard" 和 "Final Turn ! "
66集，和立凪拓斗決鬥後，牌組被更換為「鳴神」並失去關於「皇家聖騎士」、「闇影聖騎士」和「陽炎」的記憶。
100集，回復所有記憶。
第一季為後江高中一年級學生，第三期開始升上高二，並多了森川與井崎兩位一年級新生學弟，使用牌組為「鳴神」（抹消者）。
REVERSE（逆）單位出現後，去詢問立凪拓斗知道什麼，卻沒想到虛空（void）的代表奪取了其肉體，並將他的靈魂囚禁起來，於是跟虛空決鬥，但在「聯合王牌」的新技能「呪縛」下毫無招架之力，後來虛空讀取出他內心的黑暗後，引誘他成為REVERSE玩家。現在使用牌組為「聯合王牌」。
到福原高中向鐵提出對戰，擊敗鐵後將其REVERSE化。
接到立凪拓斗（實為虛空代表）的指示準備出國增加REVERSE玩家前，與光定賢司對戰將其擊敗後REVERSE化。
回國後與三和進行對戰，在戰鬥過程中否定過去自我，並將「聯合王牌」的力量發揮到極致，擊敗三和後將其REVERSE化。
如願在得到REVERSE的力量後，連續戰勝愛知、蓮等高手，事實上，他並未像其他玩家一樣，而是自願選擇REVERSE的力量，並吞噬其，龍痕帝王逆重生便是最好的例子。
在與愛知的最後對戰中，找回自我，並理解了自身並非孤單。
為第四季的第一男主角，尋找莫名失蹤，那曾經拯救過世界的英雄── 先導愛知。並使用被遺留下來的牌組「皇家聖騎士」（探索者）與石田直樹及戶倉美崎進行對戰，使其回想起關於愛知的記憶。然現階段並未解明為何衝擊波之刃等單位會由黃金回歸（單位設定中，探索者存在於闇影聖騎士內亂的更早之前，並非直接由黃金回歸，比較屬於追憶中的團體）。
牌組王牌：龍紋帝王系列
戶倉美崎 （也可翻作戶倉美咲）（戸倉 ミサキ）
配音員：日：橘田泉／台：劉凱寧／港：黃鳳兒（Animax）→李潤知（TVB，第五季起）
生日為11月1日（天蠍座）  B型血
高一生，愛知等人的同伴，有著嚴厲且一絲不苟的態度，有時也會出現溫柔的一面，記憶力極好，經常幫身為店長的叔父看管卡片專賣店「Card Capital」。對卡片的知識與規則一旦記住就難以忘卻，雖自稱新手卻也因知識豐富而實力高強。因為父母逝去的記憶而無法展現實力，後在與惠美的對戰中解開心結，找回父親留給她的卡。並在戰鬥中全力以赴展現其實力。使用牌組為「神諭智庫」。
第一季為宮地學園高中部一年級學生。
第三季開始升上二年級，髮型改為短髮，使用牌組更改為「創世紀」。
Cardfight社團（カードファイト部）的其中一員。
165集，與櫂對戰過後回想起關於愛知的記憶。
牌組王牌：CEO天照
葛木神居（葛木 カムイ）
配音員：日：石川靜／台：姜瑰瑾／港：黃鳳兒→黃積權（TVB，第五季起）
生日為9月13日  處女座   AB型血
小六生，雖然年輕但有著跟國高中生不分軒輊的卡片對戰實力。對先導惠美一見鍾情，因此稱先導愛知為哥哥。性格有些年少狂妄但很講義氣，對於認可為同伴的人非常支持，甚至因此與講究強大的櫂發生不合。對於自己被渚強烈的追求感到非常傷腦筋，有時甚至還會感到厭惡。使用牌組為「新星格鬥士」。
第三季開始，與右野鈴治、左賀英治這兩位跟班共同升上後江中學一年級。
141集，因為聽說剛毅一行人到宮地學園中等部，跟鈴治、英治前往後發現剛毅等人及學生已經REVERSE化，將剛毅跟烈花擊敗
146集，受到惠美的感謝，害羞之下一路衝到了宮地學園的大門口，碰到了REVERSE化的光琳，與其對戰後敗北，遭其REVERSE化。
151集，在愛知等人前往立凪集團大樓的途中阻擋，與愛知對戰，REVERSE後顯示其內心想要知道愛知為何變強的原因，愛知告訴他是因為身邊有同伴使他變強的，包括神居。接著被愛知擊敗，解除REVERSE。
168集，與石田直樹對戰過後回想起關於愛知的記憶。
在G篇，是卡片首都二號店的打工仔。常以幫助刻為理由翹班，店長對此頗有怨念。
G NEXT篇中，受伊吹浩二的請求，與大文字渚、先導惠美組成「地獄&天堂」參加U20大賽。實際上是為了暗中調查鬼丸和美。
牌組王牌：阿修羅•凱薩&完美起義者

### 主角的家人
先導惠美（先導エミ）
配音員：日：榎本溫子／台：林美秀／港：譚淑嫻（第1季）
愛知的妹妹，宮地學園小學部（初等部）六年級生。精明能幹，與愛知感情良好。在許多地方都照顧著哥哥愛知，加上她直呼愛知的名字，有時讓人搞不清兄妹關係。被葛木神居喜歡，但本人沒有自覺。而且在同年齡的小孩中擁有超群的實力。
第三季以後，與同班同學小舞一起升上宮地學園中學部（宮地学園中等部），並在烈花主導之下於中等部創立卡片戰鬥同好會。
G NEXT篇中，受伊吹浩二的請求，與葛木神居、大文字渚組成「地獄&天堂」參加U20大賽。
使用牌組為「百慕達三角」。
先導靜香（先導シズカ）
配音員：日：篠原恵美／台：劉凱寧
先導愛知與先導惠美的母親，經常為兩個孩子準備早餐。看見孩子們組合自己的卡組時，也會在一旁關心。
新田真（新田シン）
配音員：日：森嶋秀太／台：吳東原／港：袁德基（第1季）→簡懷甄（第2-3季）[Animax]→李鎮然（第五季起，TVB）
生日為12月28日（摩羯座）
本名新田新右衛門，美崎的叔父，自營卡片專賣店「Card Capital」。
G篇時，開了Card Capital二號店，擔任二號店的店長。一號店則交給三和大志。
代理店長（店長代理）
配音員：日：橘田泉
美崎和新田真在十年前收養的貓，也是店裡的吉祥物。

### FFAL4（FooFighter Apex Limited 4）
雀森蓮（雀ヶ森 レン）
配音員：日：阿部敦／台：劉傑／港：劉文光
上屆卡片大賽冠軍隊「FFAL4」的隊長，是個實力強悍的人物。使用牌組為「闇影聖騎士」，第二季為「黃金聖騎士」。生日12月12日，射手座，A型。
初登場於第23集，愛知第二次前往卡店PSY時遇見的紅髮青年。
原本是個個性有點奇怪，但很善良的人，有著難以捉摸的傲嬌腹黑性格，沒有人知道他的內心在想什麼。在與櫂相遇後，原本跟鐵三個人打算組成「FooFighter」進軍全國大賽，因为崇拜櫂所以喜欢学櫂說 "STAND UP ! THE VANGUARD" 以及 "FINAL TURN !"
為了不成為隊伍的累贅，而開始追求強大的力量，也因為這個原因，PSY的能力覺醒，之後認為強大就是一切，但這並沒有被櫂所認同，櫂試圖喚醒蓮與他進行了決鬥。中途因為蓮身體的緣故而終止了比賽，櫂選擇離開蓮，鐵則選擇留在蓮身邊。之後他認為櫂背叛他們的承諾，更加沉浸在PSY的力量當中而導致性格扭曲，失去了原本的善良，且變得邪惡與恐怖。甚至一度誘惑同樣是PSY能力者的愛知使用「闇影聖騎士」的卡組，最後在全國大賽決賽敗給愛知，回想起最初的自己，並希望有機會再跟櫂戰鬥。
在動畫第二季，牌組被更換為「黃金聖騎士」，並失去關於「皇家聖騎士」、「闇影聖騎士」和「陽炎」的記憶。
性格變得天然呆。由於狂的離開而組成了NAL4（New AL4）櫂也加入了其中。喜歡黏著同隊的櫂。比賽中曾經發動PSYQualia。是首爾賽區的冠軍。在日本賽區比賽完畢後作為首爾賽區的冠軍進入了拓斗製造的空間，因為櫂輸給禮央而離開。
100集，回復所有記憶。
124集，在VF甲子園地區決賽跟愛知決戰，使用新生的「闇影聖騎士」（擊退者）將愛知擊敗。
曾在高中VG甲子園打敗蒼龍禮央獲得勝利。
129集末，回來學校時發現鐵與朝香不見蹤影，且全校學生都已REVERSE化，與REVERSE化的翠子進行對戰。
130集，在與翠子的決鬥中說出一定會賭上自身的性命保護隊伍每個夥伴，之後將翠子擊敗，解除REVERSE。與翠子一同前往朝香的房間。
132集~134集分別與朝香及鐵對戰並戰勝，挽回整個福原高校的REVERSE化，並去觀察宮地的情形意欲對愛知提出警告。
158集~159集因為輸給了櫂而被REVERSE化，後因愛知打敗了逆化源頭解除REVERSE。
167集，櫂去找蓮為了得知愛知的消息便與蓮決鬥，決鬥後蓮輸了，並告知櫂一些關於愛知的消息。在與禮央的對話中透露愛知曾經找過他和禮央讓他成為四騎士中的一員，但他處於中立所以拒絕，然而最後還是想幫櫂。
G齒輪危機篇中，是繼神崎祐一郎之後的新任神聖聯合支部長。
牌組王牌/中心：暗影狂風龍/暗黑狂風
新城鐵（新城テツ）
配音員：日：稻田徹／台：孫誠
生日為2月15日（水瓶座）
FFAL4的二號人物，由於其壓倒性的戰力被稱為「將軍」，使用牌組為「暗黑非正規軍」。
跟蓮是從小就在一起的好朋友，在櫂轉學過來時，因為蓮的介紹而跟櫂進行戰鬥，被櫂壓倒性的實力所擊敗，就邀請櫂加入「FooFighter」，之後因為蓮的事件而分道揚鑣，看到沉浸在力量中的蓮，他心中深處一直期望著能有將蓮擊敗的人。
福原高中建立後，負責擔任隊伍教練。
129集，被REVERSE化的櫂擊敗後，REVERSE化之後將福原高校眾人REVERSE化。
134集，已回復並遺忘櫂及REVERSE的事，但在蓮眼中，其也恢復原本的強大。（不同於愛知、櫂、蓮等人）
G齒輪危機篇中，是繼神崎祐一郎之後的新任神聖聯合支部長雀森蓮的支部長代理。
鳴海朝香（鳴海アサカ）
配音員：日：生天目仁美／台：林美秀
暗戀蓮。雖然說是暗戀，但是有時候卻表現得很明顯。她總是期望著自己能夠受到蓮的關注。具有剽悍的人格特質與卡片戰術，並有「暗殺者」之稱。使用牌組為「蒼月」。
131集，已確定REVERSE化，使用牌組是REVERSE後的「蒼月」。
REVERSE的情形可觀察出，其內心盼望關注的一面，但努力之餘沒察覺蓮對她的關注，並成為了REVERSE其心中的縫隙。對戰後已回復並遺忘REVERSE前的記憶。
牌組王牌：黃金馴獸師
矢作京（也可翻成矢作狂）（矢作キョウ）
配音員：日：渡邊明乃／台：姜瑰瑾
在戰鬥時經常發揮不留活口的恐怖戰力，故有「破壞者」的別號。使用牌組為「尖刺兄弟」。
在第一季時因為比賽輸給Q4而被FFAL4除名。
129集，剛要進入福原高中就讀，卻碰上蓮正在對付REVERSE化的學生，於是出面替蓮爭取時間進去跟翠子決鬥。
134集，欲與美童決鬥時，發現大多事情已解決……

### FBS（チームFFBS）
全名為Foo Fighter卓越群星隊（Foo Foghter Brilliant Stars），隸屬於Foo Fighter旗下一個分支，對戰實力僅次於FFAL4。成員皆為美型男，常有眾多女性粉絲常在場邊聲援。
美童霧谷（美童キリヤ）
配音員：日：水島大宙
FFBS之隊長，橘色短髮之青年。預選賽中挑釁Q4隊成員，反而激發了愛知的PSY Qualia能力發生性格改變。與愛知對戰時相互宣告「Final Turn」，自己之宣言卻敵不過PSY Qualia能力覺醒的愛知，最後終遭擊敗，無緣升格進入FFAL隊伍。使用牌組為「蒼月」、王牌為「午夜之魔術師 羅貝爾」。
美好弘海（美好ヒロミ）
配音員：日：岡本寬志
FFBS成員之一，帶有粉紅長髮。使用牌組為「皇家聖騎士」，預選賽先鋒戰遭到葛木神居擊敗。
美南晴海（美南ハルミ）
配音員：日：川田紳司
FFBS成員之一，綠髮青年模樣。使用牌組為「陽炎」，在預選賽中堅戰將戶倉美崎擊敗。
- 美濱步（美浜アユム）

配音員：日：比嘉久美子
FFBS成員之一，紫髮少年模樣。第一季預選賽中並未出賽，僅以預備隊員在場邊備戰。

### 其他角色
森川勝海（森川カツミ）
配音員：日：杉山紀彰／台：孫誠／港：蔡忠衛
生日為4月12日（牡羊座）
愛知的同學，第一次見到光琳後就成為她的狂熱粉絲。向來自稱為最強的卡片玩家，但外強中乾。經常被戲稱『敗海』，執著於等級而其他都不去了解的笨蛋，卡組與卡牌幾乎都是三等級的卡片，因此總是吃敗仗。在第51集借用店長的預組卡組，憑黃金的機兵預組於卡片首都的比賽中擊倒所有對手，包括愛知，但敗給櫂（之所以會輸是因為在買下黃金的機兵牌組後，又不記教訓的在牌組裡放了很多等級三的卡）。
井崎裕太（井崎ユウタ）
配音員：日：山口隆行／台：鈕凱暘
生日為7月13日（巨蟹座）
愛知的同學，跟勝海交情不錯。
第三季開始，井崎與森川一起升上後江高中。而愛知與他們分道揚鑣，進入宮地學園高中部。使用牌組為「太刀風」。
三和泰志（三和大志）（三和タイシ）
配音員：日：森久保祥太郎／台：吳東原
生日为4月1日（牡羊座）
經常光顧卡片專賣店「Card Capital」，並常與愛知等人同行。與櫂為同班同學，是個唯一知道他的過去，並常與他親近的人。使用牌組為「陽炎」。
147集，與櫂對戰，想經由戰鬥中讓櫂恢復原樣，卻因為不敵「聯合王牌」的力量而敗北，使其REVERSE化。REVERSE化後到卡片首都告訴愛知櫂成為REVERSE玩家的理由。
148集，為了讓櫂能夠跟愛知對戰，到六月駿之處提出對戰並將其擊敗後REVERSE化。之後被戶倉美咲對戰解除逆化
167集，與櫂對戰過後回想起關於愛知的記憶，在第四季中似乎是很重要的角色。
在G篇上大學期間，他在Card Capital一號店擔任兼職店長。作為開朗又照顧人的大哥而被仰慕。
馬克・懷汀（マーク・ホワイティング）
配音員：日：阿部敦→日向大輔（新衛門篇）→高階俊嗣（2018 續高校篇）／台：吳東原
愛知的班導，是個熱愛日本歷史的外籍教師。以「忍者大師M」的身分參加卡片首都商店大賽，使用牌組為「射干玉」。
王牌：忍龍 真空大師
右野鈴治（右野レイジ）
配音員：日：下屋則子／台：林美秀
藍色短馬尾戴眼鏡的男孩，為神居的同學兼跟班。經常在神居與別人對話時，第一個跟話的人。使用牌組為「新星格鬥士」。
左賀英治（左賀エイジ）
配音員：日：比嘉久美子／台：劉凱寧
褐髮沖天炮髮型男孩，為神居的同學兼跟班。經常在神居與別人對話時，第二個跟話的人。使用牌組為「新星格鬥士」。

### 超稀有組合（Ultra Rare）
立凪烈花（立凪レッカ）
配音員：日：南條愛乃／港：黃鳳兒／台：劉凱寧
生日為2月21日（雙魚座）
么女，13歲。卡片商店PSY的店員。所用的卡組是「天使之羽」。
第三季轉入宮地學院中等部，與先導惠美和飛田舞成為好朋友,之後三人一起組成國中部的卡片戰鬥同好會。
141集，確定REVERSE化，將剛毅等人REVERSE化的元凶。
144、145集跟神居的對戰中，雖然說舞跟惠美是人質，但被神居察覺其將兩人視作朋友，才沒有將他們REVERSE化，接著被神居擊敗，解除REVERSE化。
立凪光琳（立凪コーリン）
配音員：日：三森鈴子／港：譚淑嫻／台：林美秀
生日為10月13日（天秤座）
次女，15歲。卡片商店PSY的店員。所用的卡組是「皇家聖騎士」，第二部使用「天使之羽」,第四部便用「聯合王牌」。
被愛知視為重要的人之一（其它還有櫂）。
喜歡愛知。與愛知之間有特殊的情感。
傲嬌屬性。
第三季開始，冠上立凪拓斗的姓氏，改名為「立凪光琳」，轉入宮地學園高中部一年A班，與愛知同班（轉學原因不明）。使用牌組回歸「皇家聖騎士」。
Cardfight社團（カードファイト部）的其中一員。
140集，已確定REVERSE化，並在校外教學期間試圖私下用戰鬥將愛知擊敗後REVERSE化，但在看到愛知不放棄的眼神之後動搖而中斷逃走。
146集，在校門口遇上神居，與其對戰，將其REVERSE化。
似乎與愛知的失蹤有關，在第四季開始時完全被眾人遺忘。
196集（最終回），因失去記憶，所以已忘去愛知等人與先導者，並且再次以偶像身分超稀有組合登場，隨後並透漏會再次接觸先導者。
立凪翠子（立凪スイコ）
配音員：日：寺川愛美／港：莊巧兒／台：姜瑰瑾
生日為5月5日（金牛座）
長女，17歲。卡片商店PSY的店員。
第三期轉入由原FFAL4團隊經營的新學校「福原高中」。使用牌組為「天使之羽」。
乍看之下似乎是傻大姊型的角色，但直樹的一番話「你不適合水手服吧」，顯露出輕度的虐待狂樣子
129集，出現在蓮面前就已REVERSE化，使用牌組為「聯合王牌」。
130集，一度用聯合王牌的技能「咒縛」讓蓮陷入苦戰，自稱她的任務是將蓮REVERSE化，還試圖用言語動搖蓮，但接著被認真起來的蓮擊敗，解除REVERSE，失去被REVERSE時的記憶。

### 動畫原創角色
小舞／飛田舞（／）
配音員：日：石上靜香→大久保瑠美／港：莊巧兒
惠美的同學。小六生。全名為「飛田舞」，使用牌組為「百慕達三角」。第三季升入國中，曾打敗直樹。
岸田修（岸田オサム）
配音員：日：小西克幸
「卡片首都」商店大賽中，與愛知爭取最後一個比賽的名額，之後在商店大賽紀念戰（出場權爭奪戰）中敗下陣來，
愛知正式被列入比賽名單中。使用牌組為「百萬聚落」（メガコロニー），並混合部分「陽炎」卡組。
稻葉和樹（稲葉カズキ）
配音員：日：鈴木恭輔
「卡片首都」商店大賽中，自誇過去三屆商店大賽皆拿下優勝的少年，但愛知首次參戰時，就在第二回合對戰被櫂擊敗。使用牌組為「陽炎」。
六月駿（六月ジュン）
配音員：日：野島健兒／台：劉傑
外號「地下對戰之王」（裏ファイトのキング）。在第36集聽聞了鐵齒銅牙敗給櫂的事情，將三和擄為人質，強迫櫂與自己進行對戰；牌組為「暗黑非正規軍」，第二季開始換為「次元警察」。
鐵齒銅牙（金歯の銀銅）
配音員：日：乃村健次／台：孫誠
六月駿的屬下，真正姓名不明。與櫂對戰時，以卡組為賭注、背地裡使用不正當手段等地下對戰之方式；但被櫂識破並落敗。戰敗後逃回「地下對戰之王」的根據地，遭受駿的懲處。

### 冠軍賽
MC米爾（MCミヤ）
配音員：日：酒卷光宏／台：劉傑
大會現場主持人，其MC為Master of Ceremonies（司儀／主持人）的英文簡稱。
O博士（ドクター・オー）
配音員：日：中本順久／台：吳東原
在全國冠軍戰時擔任現場解說員，並精通卡片和對戰規則。

### 男子漢隊（チーム男前）
在Q4隊首次參加地區大賽的上一屆，曾在剛毅缺席情形下，僅靠著兩個隊員拿下關東第三地區之區大賽冠軍。
但Q4隊二度參加地區大賽時，男子漢隊遭到「復仇隊」擊敗，喪失與Q4隊對戰的機會。
除了小渚使用「新星格鬥士」外，其餘成員皆使用以海盜成員為主的「碧海藍天」卡組。
大文字剛毅（大文字ゴウキ）
配音員：日：伊藤健太郎／台：孫誠
「男子漢隊」的隊長。非常疼愛妹妹。曾教導神居先導者。
大文字渚（大文字ナギサ）
配音員：日：廣橋涼／台：林美秀／港：凌晞（第五季起，TVB）
剛毅的妹妹。迷戀神居，甚至因此成為實力高強的卡片玩家；與葛木神居使用的牌組同為「新星格鬥士」。
G NEXT篇中，受伊吹浩二的請求，與葛木神居、先導惠美組成「地獄&天堂」參加U20大賽。
中津川弘（中津川ヒロシ）
配音員：日：鷹嘴翼／台：吳東原
瘦高的隊員，剛毅的手下之一。
小松田薰（小松原カオル）
配音員：日：風間勇刀
稍矮但壯碩的隊員，同為剛毅手下之一。口頭禪是「Japan!」
在與Q4隊對決時敗給櫂，被迫兌現「吞下一千個海膽」的諾言。

### 凱撒隊（チームカエサル）
Q4隊初戰全國大賽時，神居離開隊伍與此隊成員相撞，在隊員說之以理情形下認識。之後的合宿有凱撒隊與Q4隊成員練習Vanguard的橋段，第一次參賽就一路打進冠軍賽，但敗給FFAL4隊。第一次與第二次全國初賽時，兩隊被分到不同組別比賽，直到Q4隊與凱撒隊皆進入準決賽時才有正面對決，使用牌組皆為「次元警察」。
此隊伍成員們的姓名由來，是由古羅馬皇帝凱撒的全名Gaius Julius Caesar拆成三部分而得。
光定賢司（光定ケンジ）
配音員：日：赤羽根健治／台：劉傑／港：巫哲棋（第五季起，TVB）
被稱為「皇帝」的男人。
【凱撒隊】的隊長，高三生，是個喜歡古羅馬歷史的歷史宅，姓別讀音近似「コウテイ（皇帝）」。實力高強，性格開朗陽光的人。是和Q4隊彼此競爭的好對手。
二季86話和剛毅交手後下定決心往新加坡工科大學留學。
第三季135集被櫂打敗逆化，並連續擊敗克里斯、尤梨使其逆化，被蒼龍禮央打敗並洗白，後連續洗白天才隊和尤梨。
第四季回國，和美咲神居相見時，變得與拉緹、瑟拉熟識。
使用牌組為次元警察。
臼井由梨（臼井ユリ）
配音員：日：牧口真幸／台：林美秀／港：黃昕瑜（第五季起，TVB）
臼井凱的姊姊。
臼井凱（臼井ガイ）
配音員：日：佐藤節二／台：孫誠／港：陳耀楠（第五季起，TVB）
臼井由梨的弟弟。

### 復仇隊（チームアヴェンジャーズ）
被FFAL4除名的矢作京，找上其他兩位同樣遭到FooFighter集團除名的成員所構成，三人以打倒櫂俊樹、雀森蓮為目標，立志要成為世界最頂尖之先導者鬥士。也因此不斷尋找並更換所用之牌組。
矢作京（矢作キョウ）
配音員：日：渡邊明乃／港：方淑儀／台：姜瑰瑾
參見#FFAL4
- 枇杷島喬（枇杷島ジョー）

配音員：日：鈴木恭輔→森嶋秀太（第三季）
- 榮生光（栄生アキラ）

配音員：日：佐佐木啟夫

## 卡片戰鬥！！先導者 亞洲巡迴賽篇（第二季）登場

### SIT 天才隊（チームSITジニアス）
新加坡理工大學之學生，三人皆以跳級方式就讀大學，並就讀卡片遊戲研究的科系，平均年齡約在12~13歲間。三人卡組皆使用「偉大的自然」牌組。
- 克利斯托弗・劉（クリストファー・ロウ）

配音員：日：矢作紗友里
【SIT天才隊】的隊長。愛知他們在亞洲巡迴賽遇到的勁敵。在和愛知比賽的途中得到PSYqualia的力量並黑化。最後被愛知打敗並醒悟。
第三季被光定打敗並逆化，之後被洗白的光定打敗。
G系列中為GIRS的開發提供了相關技術，並在第二季中受邀成為祖支部的G任務特別嘉賓，被安城常葉擊敗。
超越之門事件結束後，將超越之門事件的元兇——明神龍頭麾下的兩名科學家收為助手返回新加坡。
- 李神龍（リー・シェンロン）

配音員：日：下田麻美
- 法西爾・亞利（ファジル・アリ）

配音員：日：根本圭子

### 無畏戰艦隊（チームドレッドノート）
此隊成員自稱為「蒼龍子民」之後代，三人皆使用著遠古時代裡，傳說曾統治庫雷全部海域過的強大勢力「水藍軍隊」，其王牌為「蒼嵐龍 漩渦」。
「無畏戰艦隊」的命名由來，源自1906年英國皇家海軍所啟用的一艘「無畏號戰艦」，當時同級之戰艦無人能出其右。
- 蒼龍禮央（蒼龍レオン）

配音員：日：神原大地／港：蔡忠衛
第二季中的最終頭目，與企圖占領惑星庫雷的虚空（Void）達成協議，即犧牲（封印）「皇家聖騎士」、「闇影聖騎士」及「陽炎」來解放被封印的古代勢力「水藍軍隊」（Aqua Force），在第二季的最後一集（104集）被愛知打敗。
在第三季就讀香港的學校，出賽VF甲子園。
第四季沒有忘記愛知的事情，且幫助櫂一群人特訓。
- 吉莉安・陳（ジリアン・チェン）

配音員：日：植田佳奈／港：黃鳳兒
總是跟隨在禮央身邊的雙子姐妹中的姐姐。性格好強傲嬌。三季中被逆化，後被蒼龍禮央所救。
G系列第二季與海鳴·阿爾卡拉斯、蒼龍禮央組成【蒼海軍勢特別隊】擔任未知南陸支部的G任務特邀嘉賓，最後被綺場聖苑擊敗。
- 夏琳・陳（シャーリーン・チェン）

配音員：日：後藤沙緒里
總是跟隨在禮央身邊的雙子姐妹中的妹妹。性格天然小腹黑。三季中被逆化，後被蒼龍禮央所救。
G系列第二季與海鳴·阿爾卡拉斯、蒼龍禮央組成【蒼海軍勢特別隊】擔任未知南陸支部的G任務特邀嘉賓，最後被綺場聖苑擊敗。

### 未知隊（チームアンノウン）
主辦單位於日本賽區所派出的刺客，其職責為測試選手們是否有挑戰冠軍賽之資格。縱使在個人積分賽中拿到最高分，若無法擊敗此隊伍之成員，也無法獲得冠軍資格，挑戰接下來的各區冠軍隊伍爭奪戰。此隊成員出場時皆以面具與披風遮掩自己容貌與身形，偶而在部分橋段會暗示隊員的真正身分。
- 皇帝Z（キングZ）

配音員：日：野島健兒
真實身分為六月駿，使用牌組為「次元警察」。
- 女皇Y（クイーンY）

配音員：日：牧口真幸／台：林美秀
真實身分為臼井由梨，使用牌組為「神諭智庫」。
- 小丑X（ジョーカーX）

配音員：日：稻田徹／台：孫誠
真實身分為新城鐵，使用牌組為「暗黑非正規軍」。

### 其他角色
- 立凪拓斗（立凪拓人）（立凪タクト）

配音員：日：高垣彩陽／台：林美秀／港：羅婉楓
立凪財團之總裁，同時也是巡迴賽之主辦者。第二季正式現身（但第一季第58集，似乎曾在對戰桌角落看見其身形）
第三期讓超稀有組合之三姊妹冠上自己姓氏「立凪」，安排她們去轉學去體驗校園生活，並同時也保存著他們入校前的記憶
之後拓斗遭到虛空附身，被奪去肉體與記憶成了逆化源頭，僅存自己原本之意識與逆化之拓斗進行對抗。
為了告知愛知他們打敗逆化者的方法，借用吉利安與夏琳的鏡子來見面對話，並把能解除逆轉卡片交付於他。
第三最後打敗到櫂與拓斗後，黑輪吸入逆話卡片，真正的拓斗與其逆化的拓斗一起被黑輪吞沒，
- DAIGO（DAIGO）

配音員：日：DAIGO／台：吳東原
超人氣偶像與傳奇卡片鬥士，使用牌組為「皇家聖騎士」。

## 卡片戰鬥！！先導者 王牌連接篇（第三季）登場

### 宮地學園
- 石田直樹（石田ナオキ）

配音員：日：奈良徹／港：簡懷甄
愛知的朋友，就讀於宮地高中，Cardfight社團（カードファイト部）的其中一員。
164集，與櫂對戰過後回想起關於愛知的記憶。
166集，遭遇一名身分不明自稱「某位大人的管家」的男人，其為動搖他尋回愛知的意念，與其對戰，在小茂井的聲援下，堅定了心意，並獲得勝利，使用牌組為「鳴神」（抹消者→喧嘩屋）。
- 小茂井真吾（小茂井シンゴ）

配音員：日：吉野裕行
愛知的朋友，就讀於宮地高中，Cardfight社團（カードファイト部）的其中一員。
極度崇拜愛知，使用牌組為「群雲」。

## 卡片戰鬥！！先導者 雙鬥搭檔篇（第四季）登場

### 四騎士-Quatre Knights
「Quatre Knights」（四騎士）的四人，皆擁有不可思議的力量。且各自能展開不同的對戰空間，在此空間內對戰輸的一方將承受審判（Judgement）
全員皆為世界頂級的先導者鬥士。
似乎與愛知的失蹤有很大的關係。
自稱身負「守護沉睡的愛知，擊潰打擾愛知沉睡之人」的使命。
- 奧利維爾・蓋亞爾（オリビエ・ガイヤール）

配音員：濱健人
Quatre Knights之一。
擁有能夠操控「蒼炎」的不可思議的能力。
所展開之對戰場地為「日珥聖牢」（Holy Prominence Prison）
為先導者歐洲巡迴大賽的冠軍，似乎為法國人。
對愛知發誓絕不讓任何人接近他，然而目前還不知理由為何。
使用的卡組為黃金聖騎士，以「解放者」為主軸，似乎有部份來自於愛知，並自稱是繼承愛知意志的人。
169集，與櫂在PSY卡片商店相遇，要求櫂放棄尋找愛知而櫂拒絕，於是提出對戰並擊敗櫂。對櫂發出「你要是不忘記愛知先生，我會不斷出現在你面前，而我的其他三名夥伴會找上你的同伴並給予其絕望。」的宣言。
- 菲力浦・涅文（フィリップ・ネーヴ）

配音員：村上裕哉
Quatre Knights之一。
擁有能夠操控「剛」的不可思議的能力。
所展開之對戰場地為「鋼壁牢獄」（Steel Wall Prison）
似乎很喜歡小貓，也很受包括店長代理在內的小貓們親近，也會將女孩子比喻為貓，一度對美咲說「我不想跟妳這隻小貓打」。
使用的卡組為次元警察，以「鋼鬥機」為主軸的全新系列，170集將直樹的「喧嘩屋」打得潰不成軍，並以「鋼牢」之力對直樹造成龐大的實質傷害。
- 拉緹・柯緹（ラティ・カーティ）

配音員：佐藤利奈
Quatre Knights之一。
擁有能夠操控「森林」的不可思議的能力。
所展開之對戰場地為「妖精幻舞牢獄」（Fairy Masquerade Prison）
乍看是個天真可愛的女孩子，但偶爾會露出其性格較為陰暗的一面。非常愛吃甜甜圈，被美崎請吃甜甜圈之後便對美崎表現出非常親暱的模樣。
使用的卡組為闇影聖騎士，以「魔女」為主軸的全新系列，172集吵著要和同行的光定對戰，在戰鬥中展現出變幻莫測的能力並擊敗光定。
- 羅爾・瑟拉（ラウル・セラ）

配音員：兴津和幸
Quatre Knights之一。
擁有能夠操控「冰」的不可思議的能力。
所展開之對戰場地為「千年暴雪牢獄」（Millennium Blizzard Prison）
便用的卡組為新神酒／碧海藍天,後期轉用聯合王牌。
先導者南美洲巡迴大賽的冠軍。

## 卡片戰鬥!! 先導者G

### 主要角色（Team TRY3）
新導刻／新導黑之（新導クロノ）
配音員：日：石井馬克→真野拓實（新右衛門編）、伊瀬茉莉也（新右衛門編，童年）／港：曹啟謙、林丹鳳（童年）
生日：9月9日（處女座），A型血
G的主角。14歲，晴見中學二年B班→晴見中學三年級生（齒輪危機、超越之門篇）→晴見高中一年級生（NEXT、Z），使用的卡組為「齒輪編年史」。廚藝高!! 是個內向的人物 （很有耐心）
父母在他小時候就遇難（父親新導命因為要救他而被卷進行星庫雷），從小就很自立、很孤獨（被伊吹說道）但本人不承認，現今和阿姨住在一起，因阿姨常出差，通常都是一個人在家，長大想獨立。（刻的阿姨之前疑似玩過先導者也像有不好的印象）意外的怕拔牙。
在學校是風雲人物，因曾打贏過高年級，所以同學們都不敢得罪他。性格為十分細心和挑剔，做什麼事都很仔細及可靠。是個很冷酷的人，每天都過著平凡的生活，但自從得到卡組後便被葛木神居強行要求戰鬥而開始熱充於先導者。雖然樣子看起來很兇，尤其是眼睛，但其實很溫柔很體貼，也很受小孩們的歡迎。接著，接了一個尋求便和歐洲聯盟來的鳴邂逅。因看見強大的海鳴戰勝了同為強手的安城 守便向海鳴提出戰鬥，這是為了更了解自己，最後獲得勝利。覺得總是學不來海鳴的社交能力，也認為他是個很隨便的人。之後也和綺場聖苑和安城常葉成為好朋友（開始時不和），也組成一隊，以全國大賽為目標。他們一開始默契為0，但三人靠互補，了解了各自在隊裡的平衡點，因此並一定要以這組TRY3打進全國。在比賽前也因為被誤會而被抹奪點數（有點數才能升級，進入比賽需到3級），刻也因此放棄先導者。（最後由綺場聖苑幫他證明清白）。接着遇到了伊吹並再度挑戰他，並反省自我，繼續先導者的旅程。重新振作後在朋友的幫助下從1級升到3級，之後全國大賽即將開始。
父：新導命（聲：立木文彥）／母：新導時美（聲：進藤尚美）／姑姑：新導未來
使用牌組：齒輪編年史，起始先導者：クロノ·ドーラン（聲：間宮くるみ）
牌組王牌：時刻噴射龍系列
綺場聖苑／綺場紫苑／綺場紫音（綺場シオン）
配音員：日：榎木淳彌、工藤晴香（童年）／港：鍾見麟、廖杏茵（童年）
生日：10月25日（天蠍座），A型血
14歲，晴見中學二年B班→晴見中學三年級生（齒輪危機、超越之門篇）→福原高中一年級，本作主角之一。
使用牌組：皇家聖騎士
安城常葉（安城トコハ）
配音員：日：新田惠海→相羽亞衣奈／港：張頌欣
生日：4月17日（牡羊座），O型血
14歲，本作女主角，晴見中學二年B班→晴見中學三年級生（齒輪危機、超越之門篇）→巴黎留學（休學）。
性格開朗且好強，和刻同班，擔任班委的職務。閨蜜是同班同學的岡崎久美，在朋友受到欺負的時候會替他們打抱不平，即使面對凶悍的對手也不會膽怯示弱，是同齡人中的女強人類型。因為經常對刻指指點點，被刻評價為話嘮。
家中有一個哥哥安城守，因為守是年輕優秀的支部副部長兼集團領袖，會下意識的比較自己和哥哥。很在意別人對自己的稱呼是“安城守的妹妹”而非“安城常葉”這一點。因為自己輸了會被人說”明明是安城守的妹妹“，贏了會被說”畢竟是安城守的妹妹“而煩惱，希望自己能夠變強。實際上對戰實力也相當強，不過本人覺得還不夠。
從25話的定向越野中看出運動神經很好。
在全國大賽上與「終焉」隊的羽島凜對決後落敗，從此將對方視為勁敵。
因為無法接受「聖聯」支部的理念和做法而對「終焉」隊和「聖聯」支部長發起了挑戰。在特別賽開賽前夕，從哥哥安城守處收到了「織夢的陸蓮花·艾莎」。
使用牌組：新神酒

### 新導家
新導未來（新導ミクル）
配音員：日：堀江由衣／港：劉惠雲
生日：7月19日（巨蟹座）
刻的姑姑。

### 安城家
安城守（安城マモル）
配音員：日：柳田淳一／港：麥皓豐
生日：10月11日（天秤座）
常葉的哥哥，使用陽炎的牌組，王牌是龍紋刀聖。
安城ヨシアキ（安城ヨシアキ）
配音員：日：鈴木琢磨／港：張錦江→陳廷軒
常葉的爸爸。
安城ミサエ（安城ミサエ）
配音員：日：嘉數由美／港：沈小蘭→黃玉娟
常葉的媽媽。

### Team Trinity Dragon
多度常人／多度恒斗（多度ツネト）
配音員：日：加古臨王／港：張裕東
生日：5月5日（金牛座）
使用的牌组是占卜魔法團。
中學二年級，卡片首都二號店的常客。Trinity Dragon的隊長。
彌富沙耶的粉絲。
輕微的中二病患者。
山路輕／山路狩（山路カル）
配音員：日：大塚琴美／港：林筠翔
生日：5月3日（金牛座）
使用的牌组是次元警察。
中學二年級，自命為Trinity Dragon參謀的少年。擅長在網上收集資訊。
長良桂／長良景（長良ケイ）
配音員：日：田中進太郎／港：
生日：5月4日（金牛座）
使用的牌组是大自然。
中學二年級，一個身材魁梧、很少說話，但性格開朗善良的少年。總是站在常人和輕的身後。
非常喜歡大自然！

### Team Demise
東雲所馬（東雲ショウマ）
配音員：日：石田彰／港：鄧港文
生日：12月7日（射手座）
使用牌組為「創世」。
原「終焉」隊的成員，時常面帶笑容，城府很深，在全國大賽開始前被聖苑不小心撞到而弄臟了衣服（後來證明是故意的），由此和聖苑私下結識。大賽上与聖苑直接對决並且取勝。對聖苑有着很濃的興趣，把聖苑比作飛翔在天上的鳥兒。對於神崎雄一郎所說的“奇蹟的卡片”似乎有些興趣。在聖聯特别賽上表示“自己擁有預知未來的能力”。對戰結束後冲聖苑丢下一句“必定會折斷你的翅膀”並離開了聖聯。
羽島凜（羽鳥リン）
配音員：日：近藤唯／港：何璐怡、陳皓宜（代配）
使用牌組為「天使之羽」。
生日：1月16日（摩羯座）
福原高中一年級學生→福原高中三年級學生（NEXT、Z）。
因以前的因緣與TRY3的常葉為敵對關係的先導者女王。在聖苑的策謀下加入福原高中先導者部並在U20出場…。
原「終焉」隊的成員，在網上有粉絲主頁，總是在吃東西的漂亮女孩。幼年時期對戰實力就已經很强，因為其有些陰森的性格，經常在對戰中弄哭對手，被安城守打敗後教育她“要享受先導者”，因此非常厭惡安城兄妹倆。在全國大賽上和常葉對决，對戰中以“要享受先導者”為由侮辱了常葉。在聖聯特别賽上与常葉再戰。對戰結束後在惱怒之餘離開了聖聯。後在守和龍太郎面前表現出傲嬌的一面並稱要和常葉再戰，也由此使常葉感到一陣寒氣。
刈谷過（刈谷スギル）
配音員：日：矢部雅史／港：李凱傑

### 先導者普及協會
大山龍太郎（大山リュウタロウ）
配音員：日：置鮎龍太郎／港：蕭徽勇、陳灝瑋（代配）
生日：10月16日（天秤座）
掌管龍族帝國支部一切事物的老大……雖然應該是這樣，但是工作的大部分都交給了以守為首的部下們，自己則是熱衷於先導者戰鬥的自由人。
但是，由於他善良純潔的性格和做為先導者那無底的強大，守和龍族帝國支部的人們都對他敬重有加。
清州朱音（清州アカネ）
配音員：日：本田貴子／港：李潤知、曾秀清（代配）
安城守的同事。與常葉情同姊妹。
常葉誤會刻自行拿走了從前兩人一同埋下的時空膠囊，但其實是朱音發任務請人拿回。
即將到海外赴任，但是不知道該如何對常葉說出口。
神崎祐一郎（神崎ユウイチロウ）
配音員：日：子安武人／港：梁偉德
生日：2月3日（水瓶座）
伊吹浩二（伊吹コウジ）
配音員：日：宮野真守／港：關令翹
生日：1月16日（水瓶座），20歲（G 第一季中）
先導者普及協會的會長兼U20大會運營委員會委員長，為了向世界宣傳先導者的樂趣而費盡心力。
總是用許多方法給刻送新卡。
與櫂和三和是小學朋友，也是教櫂和三和接觸先導者的人。
使用牌組：聯合王牌
王牌：和音救世主

### 其他
岡崎久美（岡崎クミ）
配音員：日：佐佐木未來／港：羅孔柔
生日：3月9日（雙魚座）
晴見中學二年B班→晴見中學三年級生（齒輪危機、超越之門篇）→晴見高中一年級生（NEXT、Z）。
常葉的同班同學兼好朋友。受到常葉的影響，也開始玩Vanguard。
在TRY3最初組成時便作為友人支持著。後被常葉邀請加入隊伍，在U20共同並肩作戰。
使用牌組為「占卜魔法團」。
明日川太陽（明日川タイヨウ）
配音員：日：桑島法子／港：凌晞
生日：3月20日（雙魚座）
使用牌組為「黃金騎士團」。
宮地學園中學一年級→宮地學園中學三年級。與刻等人的TRY3是共同面對各種困難的夥伴。身為國中生學習知識的同時也是安定地進行對戰的實力派鬥士。用不靈巧的熱情支持著刻與和真、挑戰U20。
於動畫26話初登場的少年。性格比較自卑，畏畏縮縮，一直都是一個人。因為要搬家了，不希望自己在搬家後也是這樣，於是到卡片首都2號店來想要找人進行一次對戰。和刻進行了自己的首次對戰，解開了心結。
於動畫36話中再次登場，與刻進行對決，實力大幅度增強，性格也更加冷靜沉著，但卻變得一心追求勝利。後得知是受到了聖聯支部的強化訓練的影響，在訓練中與《齒輪編年史》進行了超過千次的模擬對戰，成為聖聯支部的A級鬥士（代號A-044），被工作人員評價為“對齒輪編年史的專家”。
在聖聯特別賽開賽前夕，接受了特別強化訓練（訓練結果導致頭髮一角變白），頂替了刈谷秀吉的空缺，成為了「終焉」隊的第三位成員。和刻再戰之後，終於醒悟了真正的強大為何。由此與刻等人和解。
後被刻邀請加入隊伍，在U20共同並肩作戰。因為身材比較嬌小的緣故，常被同隊的和馬調侃是小學生。
岩倉（岩倉）
配音員：日：小森創介／港：黃子敬
綺場家的執事，也是聖苑的司機。
海鳴・阿爾加拉斯（ハイメ•アルカラス）
配音員：日：岸尾大輔／港：李凱傑
生日：8月16日（獅子座），B型。
使用牌組為「蒼海軍勢」，王牌是「風暴超越者·薩瓦斯」。
10集初登場的少年，年齡19歲上下。口頭禪是“心情超激動！”，歐洲聯盟的新銳鬥士，西班牙出身，曾出戰第三歐洲聯盟賽，南歐聯盟GP決勝賽，是FIVA歐洲本部的強化鬥士，為人開朗隨和，粉絲很多。（來自10話聖苑所查資料）
日語不是很好，說話總是日語和西班牙語並用，喜歡稱呼他人為Amigo（朋友）。受守的邀請來到日本進行交流賽，對日本的各種風俗興趣滿滿。看到女性就會想搭訕。
童年時代似乎是在很貧苦的地區度過。從艾米力歐那裡收下的「風暴超越者·薩瓦斯」，改變了他的人生。
在聖聯特別賽開賽前夕，將從伊吹處得到的「時刻龍·次代」轉交給刻，並且陪他進行了通宵特訓。但當被問及是從誰那裡得到這張卡的時候，卻佯裝不知。
馬場武（馬場タケル）
配音員：日：土田大／港：黃啟昌
彌富沙耶（弥富サヤ）
生日：3月2日（雙魚座）
配音員：日：伊藤彩沙／港：
使用牌組為「百慕達三角」。
平時以個人身份活躍的先導者偶像。
與奇幻迷宮的兩人共同合作，自行參加預選，獲得了向著U20的參賽資格。
無論何時都不會忘記用笑容享受對戰。

## 卡片戰鬥!! 先導者G （齒輪危機、超越之門篇）登場

### 奇幻迷宮/幻影謎宮
蝶野亞夢（蝶野アム）
生日：6月2日（雙子座）
配音員：日：寺川愛美
招牌語是“隨夢而飛的蝴蝶”。作為偶像，經驗很豐富，對工作的職業意識很強。她做事乾淨利落，對先導者也相當有能耐。
雖然周圍人都覺得她太嚴厲，但面對仰慕自己的露娜，她漸漸敞開心扉。
與沙耶共同合作，自行參加預選，獲得了U20的參賽資格。
使用牌組：雄偉深藍
弓月露娜（弓月ルーナ）
配音員：日：工藤晴香
生日：2月6日（水瓶座）
招牌語是“月光是我的魔法”。性格溫柔、純粹，一旦全心全意做事就會勇往直前。
對偶像感到疑惑，但做起這份工作也非常投入，特別是先導者，明明是初學者卻能發揮出讓周圍人驚異的想像力。
打心裡尊敬亞夢，不論是作為工作搭檔還是友人，都希望能更接近對方。
與沙耶共同合作，自行參加預選，獲得了U20的參賽資格。
使用牌組：黯月

### 其他
明神龍頭（明神 リューズ）
配音員：日：池田秀一→中川慶一（新右衛門編）、石井心愛（小孩型態）
先導者普及協會的創立者，現任名譽會長。
刻的父親，新導命的老朋友。
似乎在企圖使用“Depend Card”來謀劃一個野心……
他的存在被太多的謎團所包圍。
江西覺（江西サトル）
配音員：日：長谷川芳明
黑暗帝國支部長→前黑暗帝國支部長（NEXT中）。
18歲就成為了支部長的強者。
被常葉邀請參加U20。
若水宗介（若水ソウスケ）
配音員：日：浜添伸也
生日：12月20日（射手座）
- 暗惡之面（ダークフェイス）

基澤的「使徒」的一員。
發誓效忠希望基澤復活的女王，並在幕後活動。
守山大輝（守山ヒロキ）
配音員：日：小島幸子／港：
クリストファー・ロウ
配音員：日：花仓洸幸
生日：2月24日（雙魚座）
艾斯（ace）（エース）
ace財團代表，打敗了聖苑，使用卡組是碧海藍天，是與vanguard本部有關的人。
真實身份是幻影謎宮組合的亞夢（女扮男裝），在齒輪危機篇第17集被聖苑打敗，其身份暴露。

## 卡片戰鬥!! 先導者G NEXT、Z登場

### 超越者們隊
新導刻
明日川太陽
東海林和馬／東海林和真／東海林一馬（東海林カズマ）
配音員：日：バトリ勝悟、竹內惠美子（童年）
生日：11月30日（射手座）
使用牌組為「暗影騎士團」。
晴見高中一年級生。
鬼丸和己的弟弟。

### 異界憑依者隊
鬼丸和己／鬼丸一美（鬼丸カズミ）
配音員：日：松風雅也、白石涼子（童年）
生日：7月26日（獅子座）
和馬的哥哥。稱霸前年度的U20冠軍賽的隊伍一員，屬於MVP。
與刻的戰鬥獲得壓倒性的勝利，見識到了力量的差別。
猜拳方面從來沒有贏過一次。
使用牌組為「射干玉」。
維爾諾·法倫哈特（ベルノ·ファーレンハート）
配音員：日：尾高萌美
在北美活動中的模特。
與鬼丸和己共同稱霸了前年度的U20冠軍賽。
使用牌組為「創世」。
渕高佐織（渕高サオリ）
配音員：日：松元惠
生日：10月1日（天秤座），B型血
喜愛著音樂的中學生。
在現大會中加入了鬼丸和己的隊伍。
使用牌組為「陽炎」。
- 達姆吉德（ダムジッド）

基澤的「使徒」的一員。
米格爾·托爾雷斯（ミグル·トルレス）
配音員：日：野島裕史
生日：９月20日（處女座）
以職業為目標而在巴黎活動的鬥士。
持有高超的想像力、被職業鬥士的海鳴認可於對戰實力。但另一方面，也持有日常生活中運氣糟糕的一面。
以向U20錦標賽的挑戰為目標但…。
使用牌組為「永生蜜酒」。

### 新NIPPON隊
西澤新太（西沢アラタ）
配音員：日：堀江瞬
生日：7月18日（巨蟹座）
憧憬著幻之最強隊伍“NIPPON隊”的中學二年級學生。
對NIPPON隊的領導者“新導命”之子刻燃燒著勁敵之心。
有筆直的強勢之氣，有著良好威勢的鬥士，也有著正確的禮儀。
使用牌組為「太刀風」。
淺田誠（浅田マコト）
配音員：日：青木志貴
生日：2月24日（雙魚座）
支撐著新NIPPON隊的自稱是“月影之軍師”。
冷靜地總結著總是往前衝的新太、以及我行我素的諾亞。
平時顯得冷酷自如，卻也有情熱的一面。
使用牌組為「叢雲」。
星崎諾亞（星崎ノア）
配音員：日：喜多村英梨
生日：10月15日（天秤座），B型血
我行我素的新NIPPON隊第三名成員。
最喜歡觀星、先導者對戰、並且與新太和誠在一起。
戰鬥時能見到其平時無法預測的驚人集中力。
使用牌組為「鏈環傀儡」。
- 混沌破滅（カオスブレイカー）

基澤的「使徒」的一員。

### 福原高中先導者社
早尾安理（早尾アンリ）
配音員：日：西 健亮
生日：5月19日（金牛座）
福原高中先導者社社長。
使用牌組：鳴神
綺場聖苑
羽島凜

### 海鳴之花
安城常葉
岡崎久美
江西覺

### 其他
伽斯提爾（ガスティール）
基澤的「使徒」的一員。
配音員：日：小野友樹
- 日比野阿爾帝（日比野アルテ）

生日：９月21日（處女座），A型血
日比野艾斯卡的弟弟。
瓦雷歐斯（ヴァレオス）
基澤的「使徒」的一員。
配音員：日：竹內良太
- 海津琉牙（海津ルウガ）

配音員：日：竹內良太
生日：3月15日（雙魚座），B型血
從前與新導刻的父親，新導命，合稱最強的流浪先導者鬥士二人組。（新衛門篇）
格蕾德拉（グレドーラ）
基澤的「使徒」的一員。
配音員：日：田村ゆかり
Z第6集來到地球。第10集被葛木神居擊敗，將卡片給予暗黑之面之後，返回惑星庫雷。
- ゲイリ・クート

生日：4月30日（金牛座）

## 新衛門篇

### 主要角色
新田新右衛門（新田新右衛門）
配音員：日：森嶋秀太、朝日奈丸佳（童年）
馬克・懷汀（マーク・ホワイティング）
配音員：日：日向大輔
新右衛門的同班同學兼好友。
新導命（新導ライブ）
配音員：日：古川慎
G篇主角新導刻的父親、新導未來的大哥。也是教導新右衛門先導者卡片的師父。
新導未來（新導ミクル）
配音員：日：堀江由衣
晴見中學一年級，G篇主角新導刻的姑姑、新導命的妹妹。
喜歡新右衛門。
橘達也（橘タクヤ）
配音員：日：前田誠二
晴見中學一年級，新導未來班上的轉學生。
喜歡貓。

### 卡片商店「艾斯卡」
日比野艾斯卡（日比野エスカ）
配音員：日：渕上舞
大型卡片商店「艾斯卡」的女社長。原本是一位寫真偶像。
十分害怕貓。在第一憶，新右衛門利用這點，用木天蓼粉吸引鎮上所有的貓，逼迫艾斯卡離開卡片首都。但即便如此，在31憶「三人的偶像」中，為了答謝七海，還是做了一隻超大的代理店長布偶送給七海。
羊田連太郎（羊田連太郎）
配音員：日：園部啓一
艾斯卡的執事。
五之三七海（五ノ実ナナミ）
配音員：日：宮木南美
卡片商店「艾斯卡」的S級會員。
很喜歡貓。
藤浪登則（藤浪トノリ）
配音員：日：神尾晉一郎
卡片商店「艾斯卡」的S級會員。

### 其他
戶倉美咲（戸倉 ミサキ）
配音員：日：遠野光
新田新右衛門的姪女。
美咲的母親（ミサキの母）
配音員：日：增田由纪
店長代理（店長代理）
配音員：日：遠野光
雖說是店長代理，但被叫「店長代理」會露出不屑的表情，要被叫「店長」才會回應。
喜歡窩在新右衛門的頭上。

## 外傳 -if-

### 主要角色
先導惠美（先導エミ）
配音員：日：榎本溫子
與歪曲歷史的存在“邪魔”戰鬥的魔法少女。可以用魔法「實體化」召喚卡上描繪的單位。
個性認真溫柔，不能放任有困難的人不管。
朱夏（シュカ）
配音員：日：吉田有里
魔法少女惠美的夥伴，卡片的妖精。持有各種單位的卡片。
個性天真爛漫，想到什麼就說什麼。
伊吹浩二（伊吹コウジ）
配音員：日：宮野真守
為了恢復扭曲的歷史，穿梭時空之中的先導者戰士。
過去，憑藉根除者的力量，許多戰士與單位之間的羈絆被他抹去。
他雖然直率，但內心認真，有強烈的責任感，也有吃苦耐勞的一面。
立凪翠子（立凪スイコ）
配音員：日：愛美
立凪財團的先導者偶像“稀有組合”的一員。
以牽扯的形式陪伊吹一同踏上了時空之旅。
冷靜地引導、支持魔法少女們和伊吹。

## overDress

### 主要角色
近導悠由（／）
配音員：日：蒼井翔太／港：譚禹晋
本作主人公，住在加賀國金澤市的中學三年級生→高中一年級生（will+dress）。
與夜之遊園地的夥伴相遇，被Vanguard的魅力所吸引。
可愛的男孩子，常被家中女性們當成素材畫女妝穿女裝。
身高155cm。
桃山團司（／）
配音員：日：小野友樹／港：郭俊廷
「隊伍 Blackout」的隊長，身高194cm。
在公式戰中擁有19連勝的傳奇戰士。一個無論是在開玩笑還是認真的都難以捉摸的人。
經營便利屋團司。
身高195cm。

### 隊伍 Blackout（チーム・ブラックアウト）
大倉惠
配音員：日：進藤天音／港：顧詠雪
「隊伍 Blackout」成員之一的少女，憧憬團司並稱他為「大哥」。
在夜之遊園地裏以男孩的姿態出現。
好强的性格。
超級名門高中，蕾花學園的學生。在學校被叫「光榮之惠」。
瀬戸冬毬
配音員：日：遠野光
「隊伍 Blackout」成員之一的美女。
自稱「永遠的17歲」的夜之遊園地著名的尖叫MC。幾乎所有的Vanguard及其效果她都熟悉。
女警。
石龜座平
配音員：日：伊藤昌弘
「隊伍 Blackout」成員之一的青年。
興趣是畫畫。

### 其他角色
江端斗陽
配音員：日：内田雄馬
勝率驚人的強者。以打倒團司為目標。
伊勢木匡德
配音員：日：森嶋秀太
梶田忍
配音員：日：東內麻里子
御薬袋美玲
配音員：日：中島由貴
團司的親妹妹。
惣川遙
配音員：日：大地葉

### 主角家人

#### 近導家
近導夏子
配音員：日：森奈奈子
近導家三姊弟的母親。
近導雪子
配音員：日：千本木彩花
長女。
近導秋子
配音員：日：佐佐木未來
次女。
超級名門高中，蕾花學園畢業生。
近導悠由

#### 大倉家
大倉タカミ
配音員：日：逢坂良太
惠的哥哥。背負大倉家事業的青年。
跟團司是老相識。

## will+Dress

### 主要角色
近導悠由
配音員：日：蒼井翔太
本作主人公，隊伍「Blackout」的隊長，住在加賀國金澤市的高中一年級生。
在「DELUXE」日本大賽上獲得冠軍，作為代表選手與來神、斗陽一起赴美。
桃山團司
配音員：日：小野友樹
曾領導「Blackout」的傳奇先導者戰士。性格灑脫，對待每一個人一視同仁。
應滿的要求，他已經先到美國參加「DELUXE」美國錦標賽，並獲得第二名。
廻間滿
配音員：日：佐久間大介（Snow Man）
不斷重刷新各種最年輕記錄的原U20世界冠軍。
包括睡覺時間的夢想在內，所有的時間都獻給了戰鬥。
狐芝來神
配音員：日：小笠原仁
悠由學校的學生會長。隸屬於企業青年隊“TirnanogYouth”。非常尊敬滿。
雖然執著於結果，與悠由對立，但現在作為競爭對手關係良好。
在「DELUXE」日本大賽上獲得第二名，作為代表選手與透也、悠由一起赴美。

### DELUXE參賽選手
江端斗陽
配音員：日：内田雄馬
在「DELUXE」日本大賽上獲得第三名，作為代表選手與來神、悠由一起赴美。
鹿足陽葵
配音員：日：反田葉月
御薬袋美玲
配音員：日：中島由貴
團司的親妹妹。
作為「Day Break」的隊長獲得偶像般的人氣。
熊取陸
配音員：日：鈴村健一
關西的「Blazing Sun」的隊長。
雨龍武藏
配音員：日：安元洋貴
企業隊伍「Bright Body」成員之一。
瀬戸冬毬
配音員：日：遠野光
隊伍「Blackout」成員之一。
惣川遙
配音員：日：大地葉
隊伍「Day Break」成員之一。
額田由里奈
配音員：日：戶松遙
隊伍「Spider Lily」的特攻隊長。
大倉惠
配音員：日：進藤天音
隊伍「Day Break」成員之一。
石龜座平
配音員：日：伊藤昌弘
隊伍「Spider Lily」的特攻隊長。
清蔵タイゾウ
配音員：日：真野拓実
職業隊伍「清蔵AnchorBolt」的成員之一。
霧島紋土
配音員：日：中村悠一
職業隊伍「JIGEN」的成員之一。
羽根山羽麗
配音員：日：各務華梨
隊伍「Blackout」的新手。中學一年級生，13歲。

### 其他角色
向江仁希
配音員：日：山下大輝
綜合製作人。

## DivineZ

### 主要角色

#### 命運者
明導明那
配音員（日）：宮田俊哉
生日：4月4日。血型：O型。
高中二年級。光的哥哥。
奇蹟的命運者，持有「奇蹟的命運者 雷扎耶爾」。
想要改變的命運：治好妹妹的病。
明導光/明導光璃
配音員（日）：幸村惠理
生日：1月22日。血型：A型。
國中三年級，アキナ的妹妹。最喜歡吃哥哥做的濃湯。
比哥哥更早接觸先導者，暱稱「光の閃士」。
- 面具人/來自未來的光

配音員（日）：福山潤/幸村惠理
時的命運者，持有「時的命運者 璃依耶爾·愛意」。
想要改變的命運：哥哥消失的未來。
員弁奈緒
配音員（日）：西尾夕香
生日：4月14日。血型：B型。
大學一年級，明那打工處的前輩，同時也是職業先導者玩家。
無雙的命運者，持有「無雙的命運者 浪影孤龍」。
呼續須王
配音員（日）：川島零士
生日：2月17日。血型：AB型。
高中二年級，アキナ的同學。
零的命運者，持有「零的命運者 空濁泥沼」。
想要改變的命運：無。
西塔海琴
配音員（日）：岩田陽葵
生日：9月21日。血型：O型。
現役偶像，高中一年級，明那高中的學妹。
萬化的命運者，持有「萬化的命運者 克莉斯蕾茵」。
想要改變的命運：想成為能拿出勇氣的、不論是哪種都能夠抬頭挺胸的自己。
清藏泰造
配音員（日）：真野拓実
生日：10月13日。血型：A型。
CEO。第二屆DELUXE亞軍。
信標的命運者，持有「信標的命運者 維爾斯特拉 “閃擊戰臂”」。
原本不打算參加命運大戰，但在面具人的話語下，改變了主意。
伊勢木正則
配音員（日）：森嶋秀太
生日：6月1日。血型：A型。
禁忌的命運者，持有「禁忌的命運者 佐爾加·極點淵底」。

#### 宿命者
藍川久苑
配音員（日）：島崎信長
生日：12月24日。血型：AB型。
追求「無限」的知識，綠國的無限的宿命者。
向江仁希
配音員（日）：山下大輝
生日：4月23日。血型：AB型。
懷抱「守護」的覺悟，黃國的守護的宿命者。
配音員（日）：橘田泉
生日：8月21日。血型：B型。
打磨「凌駕」一切的獠牙，白國的凌駕的宿命者。
配音員（日）：水中雅章
生日：11月22日。血型：A型。
掠奪「秤」上的一切，紅國的秤的宿命者。
西園寺優奈
配音員（日）：渡瀨結月
生日：5月23日。血型：A型。
高中一年級。
為了成為「至高」，粉國的至高的宿命者。
明導光/明導光璃
配音員（日）：幸村惠理
生日：1月22日。血型：A型。
就連「時間」的盡頭也要扭曲，紫國的時之宿命者。

### 其他角色
加布里烏斯
配音員（日）：福山潤
謎一般的龍布偶。命運大戰的告知者。
竹松健斗
配音員（日）：福島潤
明那與須王的同班同學，是海琴的粉絲。
大倉惠
配音員（日）：進藤天音
生日：5月8日。血型：A型。
高中三年級。隊伍「Blackout」的隊長。
自己的卡片要要自己買，而開始在卡片商店打工。
希維爾特（シヴィルト）
配音員（日）：釘宮理惠
另一隻謎一般的龍布偶。宿命決戰的告知者。